# Deopalpus beameri
Deopalpus beameri là một loài ruồi trong họ Tachinidae.